# VSAT

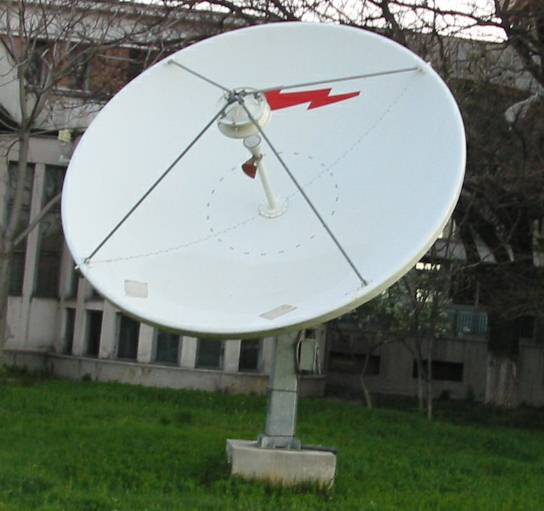
Антена VSAT

VSAT (англ. Very Small Aperture Terminal) — мала супутникова наземна станція, тобто термінал з маленькою антеною, використовується в супутниковому зв'язку з початку 90-х років.
За міжнародною класифікацією до VSAT відносяться супутникові станції з  антенами менше 2,5 метрів. Як правило, для VSAT застосовується спрощена процедура отримання дозволів на частоти.

## Історія
Поява VSAT пов'язано з експериментальною мережею супутникового телефонного зв'язку на Алясці, створеної наприкінці 60-х років в ході експериментів з супутником АТС-1. Мережа складалася з 25 земних станцій, встановлених у невеликих селищах. Експеримент виявився успішним і був продовжений.
Варто відзначити, що на той момент найменша супутникова станція мала антену діаметром 9 м і коштувала близько 500 тис. дол
Подальший розвиток і здешевлення VSAT-систем призвело до створення фірмою Equatorial економічно ефективних систем супутникового зв'язку на базі VSAT, що дало поштовх до появи нових фірм, що пропонують обладнання VSAT. Почався швидкий розвиток ринку, і різко зросла конкуренція на ньому. Нарешті на ринок звернули увагу і кити телекомунікаційного бізнесу, які, не мудруючи лукаво, стали купувати фірми, які успішно розвиваються на ринку. Американський телекомунікаційний гігант AT & T придбав фірму Tridom. Піонер створення VSAT Ku-діапазону, фірма Linkabit, злилася з фірмою M / A-COM, яка стала провідним постачальником обладнання VSAT. Згодом Hughes Communications придбала відділення у M / А-СОМ.
Так з'явилася фірма Hughes Network Systems. Scientific-Atlanta, виробник великих станцій супутникового зв'язку, включилася у виробництво обладнання VSAT, придбавши фірму Adcom. Спочатку GTE Spacenet надавала послуги VSAT, використовуючи обладнання інших постачальників. Equatorial в 1987 році злилася з фірмою Contel, яка одночасно придбала VSAT-відділення фірми Comsat. А в 1991 році GTE Sapacenet придбала фірму Contel. У 1987 році засновники фірми створили нову фірму - Gilat Satellite Networks Ltd. з виробництва VSAT.
Таким чином, сформувався основний пул гравців на ринку виробництва VSAT, який зберігається і донині. 

## Склад
VSAT складається з двох основних частин, ODU (OutDoorUnit) - зовнішній блок, тобто антена і приймач, зазвичай 1-2 Вт і IDU (InDoorUnit) - внутрішній блок або супутниковий модем.
Блок зовнішньої установки (ODU) - зовнішній блок, що встановлюється у фокусі антени, який передає концентратору і отримує від нього через супутник модульовані радіосигнали. До складу ODU входять напівпровідниковий підсилювач (SSPA, BUC), понижуючий перетворювач малошумового блоку (LNB) і поляризаційний селектор (OMT). BUC та LNB підключені до окремих портів OMT. Така конфігурація забезпечує прийом сигналу з поляризацією певного типу та передачу сигналу з поляризацією іншого типу, зазвичай ортогонального. Міжблочний кабель має роз'єми F-типу. Заводські антени VSAT комплектуються опромінювачем і ОМТ.
Внутрішній блок (IDU) являє собою маленький настільний прилад, який перетворює інформацію, що проходить між аналоговими комунікаціями на супутнику та місцевими пристроями, такими як телефони, комп'ютерні мережі, ПК, ТБ і т.д. Додатково до основних програмах перетворення, IDU можуть містити також додаткові функції, наприклад, такі, як безпека, прискорення мережі та інші властивості.

## Принципи роботи
Мережа супутникового зв'язку на базі VSAT включає в себе три основні елементи: центральна земна станція (при необхідності),  супутник-ретранслятор і абонентські VSAT термінали.
Центральна земна станція у мережі супутникового зв'язку виконує функції центрального вузла і забезпечує управління роботою всієї мережі, перерозподіл її ресурсів, виявлення несправностей, тарифікацію послуг мережі і сполучення з наземними лініями зв'язку. Зазвичай ЦЗС встановлюється у вузлі мережі, на який припадає найбільший трафік. Це може бути, наприклад, головний офіс або обчислювальний центр компанії в корпоративних мережах, або ж велике місто в регіональній мережі.
Абонентська станція VSAT
Абонентський VSAT термінал зазвичай включає в себе антенно-фідерний пристрій, поверхневий зовнішній
радіочастотний блок і внутрішній блок (модем).
Зовнішній блок являє собою невеликий прийомопередавач або приймач. Внутрішній блок забезпечує сполучення супутникового каналу з термінальним обладнанням користувача (комп'ютер, сервер ЛОМ, телефон, факс УВАТС і т.д.).
Супутники ретранслятори мережі VSAT будуються на базі геостаціонарних супутників-ретрансляторів. Це дозволяє максимально спрощувати конструкцію абонентських терміналів і забезпечувати їх простими фіксованими антенами без системи стеження за супутником. Супутник приймає сигнал від земної станції, підсилює його і направляє назад на Землю. Найважливішими характеристиками супутника є потужність бортових передавачів і кількість радіочастотних каналів (стовбурів або транспондерів) на ньому. Для забезпечення роботи через малогабаритні абонентські станції типу VSAT потрібні передавачі з вихідною потужністю близько 40 Вт
Сучасні VSAT працюють як правило в  Ku діапазоні частот 11/14 Ггц (одне значення частоти на прийом, інше на передачу), також є системи використовують З діапазон 4/6 ГГц, також зараз освоюється Ка діапазон 18 / 30 ГГц.
Приймально-передавальна апаратура і антенно-фідерних пристрій зазвичай будується на базі стандартного устаткування, наявного на ринку. Вартість визначається розмірами антени і потужністю передавача, які суттєво залежать від технічних характеристик використовуваного супутника-ретранслятора. Для забезпечення надійності зв'язку апаратура зазвичай має 100% резервування.
Каналоутворююча апаратура забезпечує формування супутникових радіоканалів і стикування їх з наземними лініями зв'язку. Кожен з постачальників систем супутникового зв'язку застосовує свої оригінальні рішення в цій частині ЦЗС, що часто виключає можливість використовувати для побудови мережі апаратуру і абонентські станції інших фірм. Зазвичай ця підсистема будується за модульним принципом, що дозволяє по мірі зростання трафіку та кількості абонентських станцій в мережі легко додавати нові блоки для збільшення її пропускної здатності.
Сучасний VSAT забезпечує отримання інформації власником VSAT зі швидкістю до 4 Мбіт / c (в режимі мультикаст до 30 Мбіт / c) і передачу інформації до 1 .. 2 Мбіт / с.
Сучасні VSAT мають один і більше портів Ethernet і вбудовані функції маршрутизатора. Деякі моделі, за допомогою розширення можуть оснащуватися 1-4 телефонними портами.

## Ситуація на сьогоднішній день
На даний момент Україна не має власного геостаціонарного супутника для надання послуг VSAT. Запуск національного супутника зв'язку «Либідь» планувався на 2018 р.  
Споживачів ринку VSAT можна розділити на чотири сегменти:
1. Державні установи.
2. Великі корпорації з розгалуженою мережею філій і представництв.
3. Середній та малий регіональний бізнес.
4. Приватні користувачі.
Активними користувачами VSAT є морські судна, де використовуються стабілізовані антени, які дозволяють відслідковувати супутник, незважаючи на зміну курсу судна. В даний час практично всі пасажирські круїзні судна мають на борту установку  морського VSAT. Як правило основною проблемою для морських користувачів є правильний вибір оператора VSAT, що має необмежену зону покриття по всьому світу. А також автоматичний перехід з одного супутника на інший під час плавання.
Основні виробники VSAT в світі:
- Codan (Австралія);
- Hughes Network System (США) - HughesNet ( DirecWay), HX;
- Gilat (Ізраїль) -  SkyEdge;
- ViaSat (США);
- IDirect (США);
- NDSatCom (Німеччина).
- Actox  (США)

Типова вартість VSAT для кінцевого клієнта близько 2500 .. 3000 доларів США.
 
Розгортання VSAT і включення в мережу займає зазвичай 4-6 годин для бригади з 2 чоловік.
Основне використання VSAT - організація широкосмугового доступу в Інтернет, телефонний зв'язок, передача даних для корпоративних мереж, відеоконференції, дистанційне навчання.
Використовується переважно поза великих міст, там де немає надійних і високошвидкісних наземних каналів зв'язку.

## Короткий список VSAT-сервісів
- Інтернет через супутник
- Дистанційне навчання
- Сільський зв'язок
- Телемедицина
- Служба надзвичайних ситуацій
- Закриті групи користувачів державних служб
- Національні та багатонаціональні мережі
- Широкосмугова передача даних
- Широкомовні служби
- Служби урядових і корпоративних організацій
- Служби розширення інфраструктури ТфОП
- Служби розсилки новин
- Колективний доступ до Інтернету
- Мультикастинг (циркулярна розсилка інформації)